# Skoganvarre
Skoganvarre (nordsamiska: Skuvvanvárri) som betyder susande fjäll, är en samisk by i Porsangers kommun i Finnmark fylke i norra Norge. Samhället ligger intill Europaväg 6 i Lakselvas dalgång, söder om Porsangerfjordens botten.
Här bor flera flyttsamefamiljer, och här bedrivs rendrift. Vintervägen från Alta till Válljohka vid Tana korsar E6:an här. På Offerholmen i sjön Øvrevatnet finns en samisk offerplats från förkristen tid, knuten till fångst av vildren.